# Senát Parlamentu České republiky
Senát Parlamentu České republiky je horní komora Parlamentu České republiky.
Jeho postavení je upraveno v Ústavě ČR, přijaté roku 1992. V Senátu zasedá 81 senátorů, kteří jsou voleni na dobu šesti let. Senát je nerozpustitelný, každé dva roky se volí třetina senátorů. Senátorem může být zvolen každý občan České republiky, který alespoň ve druhý den voleb dosáhl věku nejméně 40 let a není u něho ve dnech voleb omezení svéprávnosti k výkonu volebního práva.
Sídlem Senátu je dle zákona č. 59/1996 Sb. areál Valdštejnského paláce spolu s Valdštejnskou zahradou, Valdštejnskou jízdárnou a dále Kolovratským palácem a Malým Fürstenberským palácem.

## Horní komory v předchozích státních útvarech

### Rakousko-Uhersko
Horní komorou zákonodárného sboru byla Panská sněmovna rakouské Říšské rady. Ta byla tvořena dědičnými členy (např. církevními hodnostáři) a členy jmenovanými. V roce 1907 byl reformou omezen počet doživotně jmenovaných členů a stanoven jejich počet mezi 150 a 170. 
Z osobností, které post v Panské sněmovně získali díky příslušnosti k českým šlechtickým rodům, byli významnými členy například Josef František Colloredo-Mannsfeld, Adolf Josef Schwarzenberg, Karel IV. Schwarzenberg, Zdenko Krakowský z Kolowrat či Jaromír Černín z Chudenic. Dále byla do Panské sněmovny jmenována řada významných osobností, které se zasloužily o společnost či umění, mezi nimi například jako první Čech František Palacký, později Antonín Randa, Alois Pražák, František Ladislav Rieger, Jaroslav Vrchlický či Antonín Dvořák.

### Československo
Prvorepublikovou horní komorou byl Senát Národního shromáždění ČSR.
Po vzniku Československé republiky byla 29. února 1920 přijata ústava, která jak v rakousko-uherské tradici, tak i po vzoru Francie a USA předjímala dvoukomorový parlament. Skládal se z Poslanecké sněmovny s třemi sty členy a Senátu se sto padesáti členy. Do obou komor se volilo poměrným systémem. Do Sněmovny na 6 let, do Senátu na 8 let. Členem Sněmovny se mohl stát občan starší 30 let, do Senátu bylo možné být zvolen po dosažení věku 45 let. Rozdílnost byla i v nutné délce státního občanství voličů. První volby do Senátu se konaly v květnu 1920, krátce po prvních volbách do Sněmovny. Díky změnám a předčasným termínům následující volby probíhaly současně s volbami do Sněmovny, což spolu se shodným poměrným systémem mělo za následek, že stranické složení Senátu do značné míry kopírovalo složení dolní komory parlamentu a proklamovaná funkce „pojistky demokracie“ byla zcela iluzorní.
| „                    | Už tehdy, kdy byl vytvořen senát v této podobě, ozvaly se hlasy, že k ničemu nebude. A ukázalo se vskutku, že po celou dobu svého trvání neučinil ničeho, co by se podobalo činu. Naprostý úpadek jeho vlivu jest mimo jiné pozorovati také z té okolnosti, že jeho členové, ač je mezi nimi jistě řada významných osobností, byli úplně odsunuti stranou, jde-li o sestavování vlády. Zatím má senát pro politické strany jen tu nepopíratelnou výhodu, že mohou v něm umístiti své politické veterány, o které by se, kdyby nebylo tohoto pensijního ústavu, musili mnohdy postarati jinak… | “ |
| — Ferdinand Peroutka | |   |

Významnými členy prvorepublikového senátu byli například Božena Viková-Kunětická, Alois Jirásek, Václav Klofáč, Vavro Šrobár, Viktor Dyk, František Soukup, Bohumír Šmeral, František Udržal nebo Františka Plamínková. 
Obě komory byly prezidentem definitivně rozpuštěny bezprostředně po německé okupaci Čech a Moravy.
V poválečné republice nebyla instituce senátu obnovena, ačkoliv určitý charakter druhé komory měla slovenská frakce poslanců Národního shromáždění. Tento stav však trval jen do roku 1948. Květnová ústava zavedla striktně jednokomorové Národní shromáždění. Slovenská národní rada byla sice zachována, její usnesení zůstala omezená teritoriálně (Slovensko) i tematicky, a nově byla postavena pod kontrolu Národního shromáždění i vlády.

### Federativní Československo
Ve federativním Československu od roku 1969 do roku 1992 existovalo dvoukomorové Federální shromáždění. Podle ústavního zákona č. 143/1968 Sb., o československé federaci, se FS skládalo ze Sněmovny lidu a Sněmovny národů. Povahu horní komory, založené na regionálním principu, měla Sněmovna národů. Ze 150 poslanců Sněmovny národů bylo 75 voleno v České socialistické republice a 75 ve Slovenské socialistické republice.
Zpočátku však nebyla Sněmovna národů volená řádnými volbami. Poslance za SSR zvolila ze svých řad Slovenská národní rada a poslance za ČSR zvolila ze svých řad rozšířená prozatímní Česká národní rada vytvořená na základě ústavního zákona č. 77/1968 Sb., o přípravě federativního uspořádání Československé socialistické republiky. První řádné volby do Federálního shromáždění proběhly až 26.–27.11.1971; potom se konaly každých 5 let. Pouze po listopadu 1989 byla část poslanců vyměněna kooptací namísto řádných voleb.
Postavení Sněmovny národů v rámci Federálního shromáždění ČSSR bylo silnější, než postavení Senátu v rámci prvorepublikového parlamentu. Obě sněmovny FS si byly rovnocenné. K platnému usnesení a přijetí zákona bylo třeba souhlasu kvalifikované většiny poslanců v obou sněmovnách. Vedle toho platil zákaz majorizace při společném hlasování hlasování obou sněmoven o řadě zákonů a při hlasování o důvěře vládě, což znamená, že menšina slovenských poslanců nesměla být přehlasována českou většinou a mohla sporné usnesení zablokovat. Pokud obě sněmovny hlasovaly různě, mohly se usnést na tzv. dohodovacím řízení, kdy byl vytvořen dohodovací výbor, tvořený zpravidla 20 poslanci (po deseti za každou sněmovnu). Pokud by ani dohodovací výbor nedošel ke shodě, mohl prezident Federální shromáždění rozpustit a vypsat nové volby. V podmínkách normalizace však takových případ neshody prakticky nastat nemohl a k rozpuštění Federálního shromáždění nedošlo ani později.
Sněmovna národů, stejně jako celé Federální shromáždění, zanikla k 31. prosinci 1992.

## Historie českého Senátu
Česká socialistická republika (1969–1990) a Česká republika (1990–1992) měla jednokomorovou Českou národní radu. Při rozdělení federace vyvstal však problém s umístěním českých poslanců zanikajícího Federálního shromáždění. Nová Ústava České republiky, účinná od 1. ledna 1993, zakotvila dvoukomorový parlament, složený z Poslanecké sněmovny a Senátu. Do doby jeho ustavení bylo zamýšleno zřídit Prozatímní Senát (čl. 106 odst. 2 Ústavy), ale ten nakonec uzákoněn nebyl.

### Období 1996 až 1998: Ústavní většina vládních stran v prvních volbách

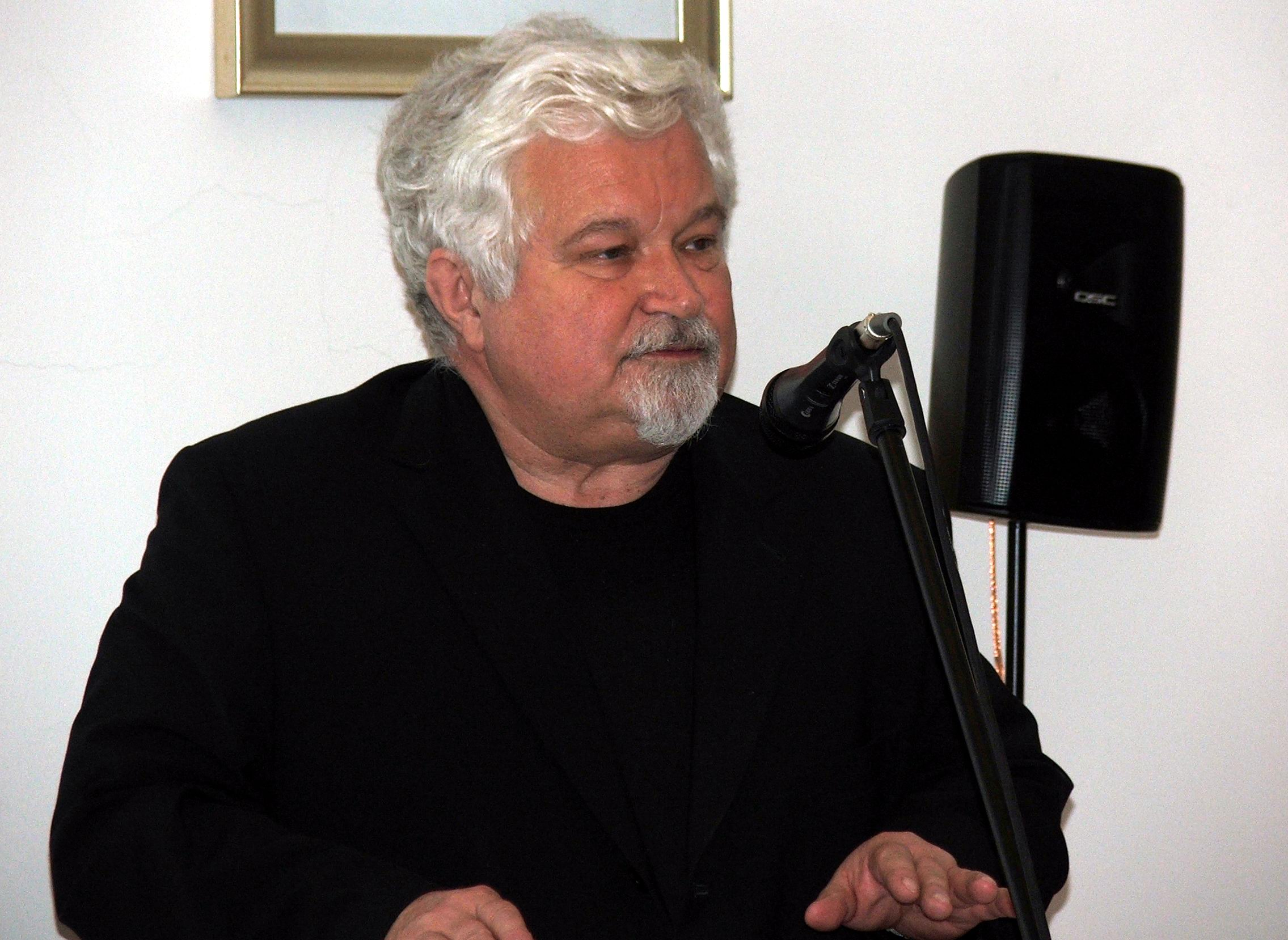
První předseda českého Senátu a někdejší disident a premiér Petr Pithart (KDU-ČSL)

Nakonec byly první volby do Senátu Parlamentu ČR uspořádány až na podzim roku 1996. Jelikož šlo o první volby do senátu, 1/3 obvodů volila senátora na 2 roky, 1/3 zvolila senátora se čtyřletým mandátem a pouze 1/3 volila senátora s ústavou předepsaným šestiletým mandátem. Zkrácením prvních mandátů u vybraných senátních obvodů byla naplněna ústavní klauzule, dle které se volby do Senátu konají každé 2 roky a volí se 1/3 senátu (samotná délka mandátu je 6 let). První, tzv. ustavující schůze Senátu se konala ve středu 18. prosince 1996, kdy bylo zvoleno vedení nově vzniklého Senátu. Prvním předsedou Senátu se stal Petr Pithart z KDU-ČSL.
Hned v prvních volbách zvítězili kandidáti vládní ODS (32 senátorů), kteří společně se senátorským klubem KDU-ČSL (13 senátorů) a klubem ODA (7 senátorů) získali v horní komoře parlamentu ústavní většinu 52 senátorů. Tato provládní koalice vydržela až do pádu vlády Václava Klause na přelomu let 1997 a 1998.

### Období 1998 až 2006

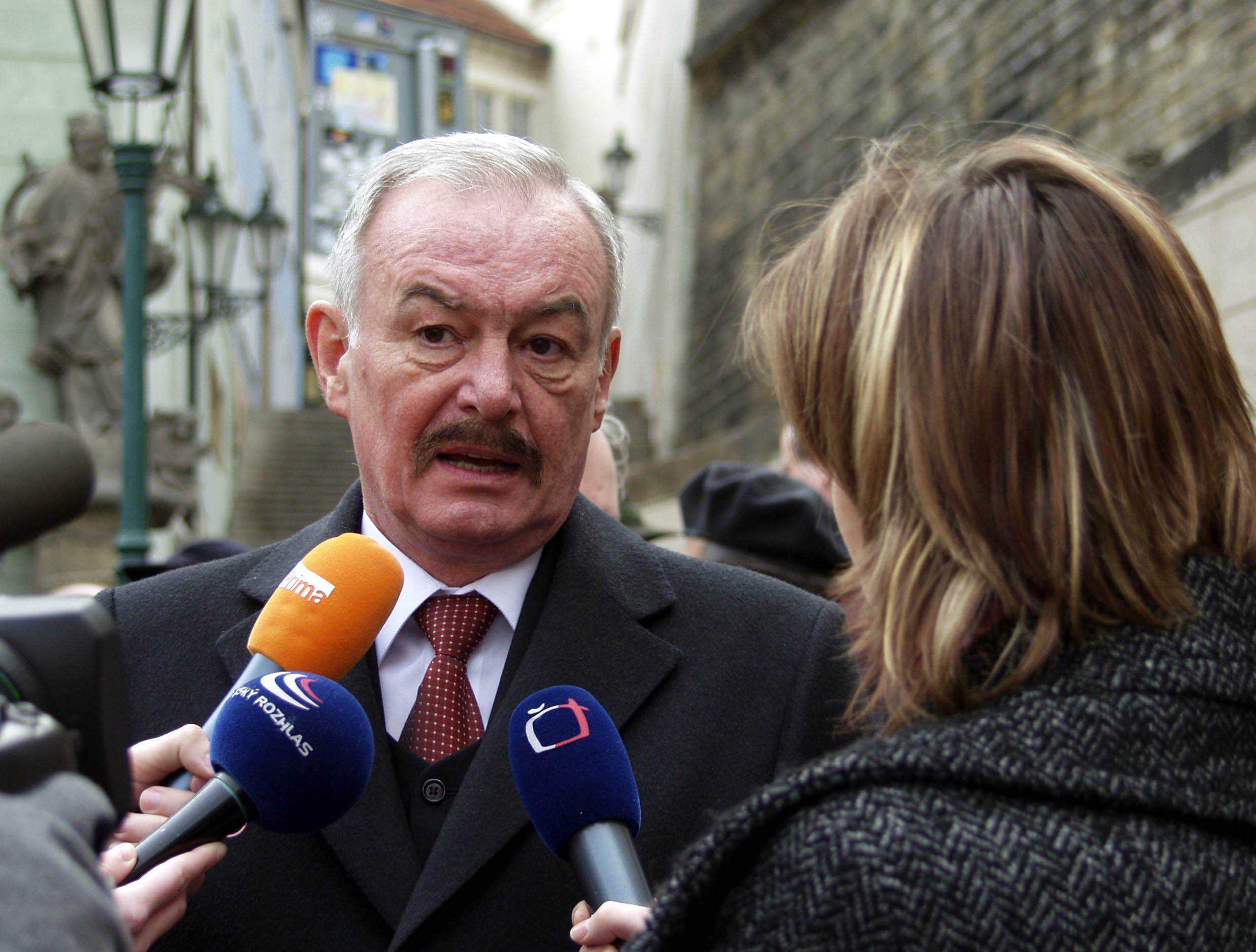
Bývalý předseda Senátu Přemysl Sobotka (ODS)

Následně Senát podporoval úřednickou vládu Josefa Tošovského a to až do předčasných voleb v červnu 1998. Po sněmovních volbách podepsaly dvě nejsilnější parlamentní strany (ODS a ČSSD) tzv. Opoziční smlouvu, která dávala nejen možnost oběma politickým stranám měnit ústavu (společně měly více než 3/5 ústavní většinu jak v PS, tak v Senátu), ale zároveň i vládní sociální demokracie podpořila kandidáta ODS (Libuše Benešová) do funkce předsedy Senátu. Tato politická konstelace však vydržela pouze do senátních voleb r. 2000, kdy většinu křesel v Senátu obsadili členové Čtyřkoalice. Úspěch malých stran zaznamenaly i volby do Senátu r. 2002, kdy Čtyřkoalice opět vyhrála, tentokrát se však jednalo o vládní subjekt a Senát tak dál podporoval Špidlův kabinet, vzniklý v létě 2002. Opozice vedená ODS (M. Topolánek) získala kontrolu nad Senátem po volbách r. 2004, kdy ČSSD vedená premiérem S. Grossem utrpěla velkou porážku a v Senátu měla po volbách pouhých 7 zástupců. Úspěch ODS se opakoval i v supervolebním roce 2006, kdy M. Topolánek jako premiér obhájil post nejsilnější strany i ve volbách do Senátu.

### Období 2006 až 2016
Volby do Senátu r. 2006 mají prvenství v tom, že poprvé v dějinách získala jedna strana dostatečný počet senátorů, aby mohla po volbách disponovat většinou senátních hlasů. V roce 2006 se to povedlo ODS, která v l. 2006–2008 měla 42 senátory, tedy více než polovinu celkového počtu senátorů. Tuto nadpoloviční většinu ztratila v následujících volbách v r. 2008, vládní koalice vedená ODS si však většinu v Senátu udržela. Teprve v roce 2010 dokázala ČSSD zopakovat takový výsledek senátních voleb, jaký měla v roce 2006 ODS, tedy výsledné obsazení nadpoloviční většiny křesel v Senátu jedinou polit. stranou, v tomto případě opoziční ČSSD, tento úspěch byl nazýván jako oranžová tsunami, podle oranžové barvy, která v té době byla symbolem ČSSD. Úspěch ČSSD se opakoval i v r. 2012, kdy po senátních volbách dále posílila na celkových 44 senátory.
Na jaře 2013 se Senát rozhodl podat ústavní žalobu na prezidenta Klause kvůli jeho novoroční amnestii a dalším činům z minulosti. Žalobu podpořili především senátoři ČSSD. Nakonec o ní však Ústavní soud nikdy nerozhodl.
Teprve senátní volby v r. 2014 znamenaly ztrátu nadpoloviční většiny pro ČSSD (jejich senátorský klub měl po volbách 35 členů), ale samotná vládní koalice (ČSSD, ANO, KDU-ČSL) si udržela pohodlnou většinu (49 senátorů).

### Období 2016 až 2018
Senátní volby v roce 2016 znamenaly úspěch především pro KDU-ČSL či kandidáty, které KDU-ČSL podporovala (jednalo se o zisk 9 mandátů). Naopak propadly ČSSD (pouze 2 mandáty) a hnutí ANO (pouze 3 mandáty). I přesto si vládní koalice udržela většinu. Z opozičních stran získaly senátory ODS (3 mandáty), TOP 09 a STAN (společně 2 mandáty, STAN ještě další 2 samostatně). Žádného senátora nezískala KSČM. Z menších stran úspěch slavily také Severočeši.cz, Strana zelených, OPAT, SLK či „OSN“. Nejpočetnějším senátorským klubem zůstal Senátorský klub ČSSD (25 členů), na druhé místo se dostal Senátorský klub KDU-ČSL (16 členů). Následovaly Klub Starostové a nezávislí (11 členů), Senátorský klub Občanské demokratické strany (10 členů), Senátorský klub ANO (7 členů) a Klub nezávislých senátorů (5 členů).

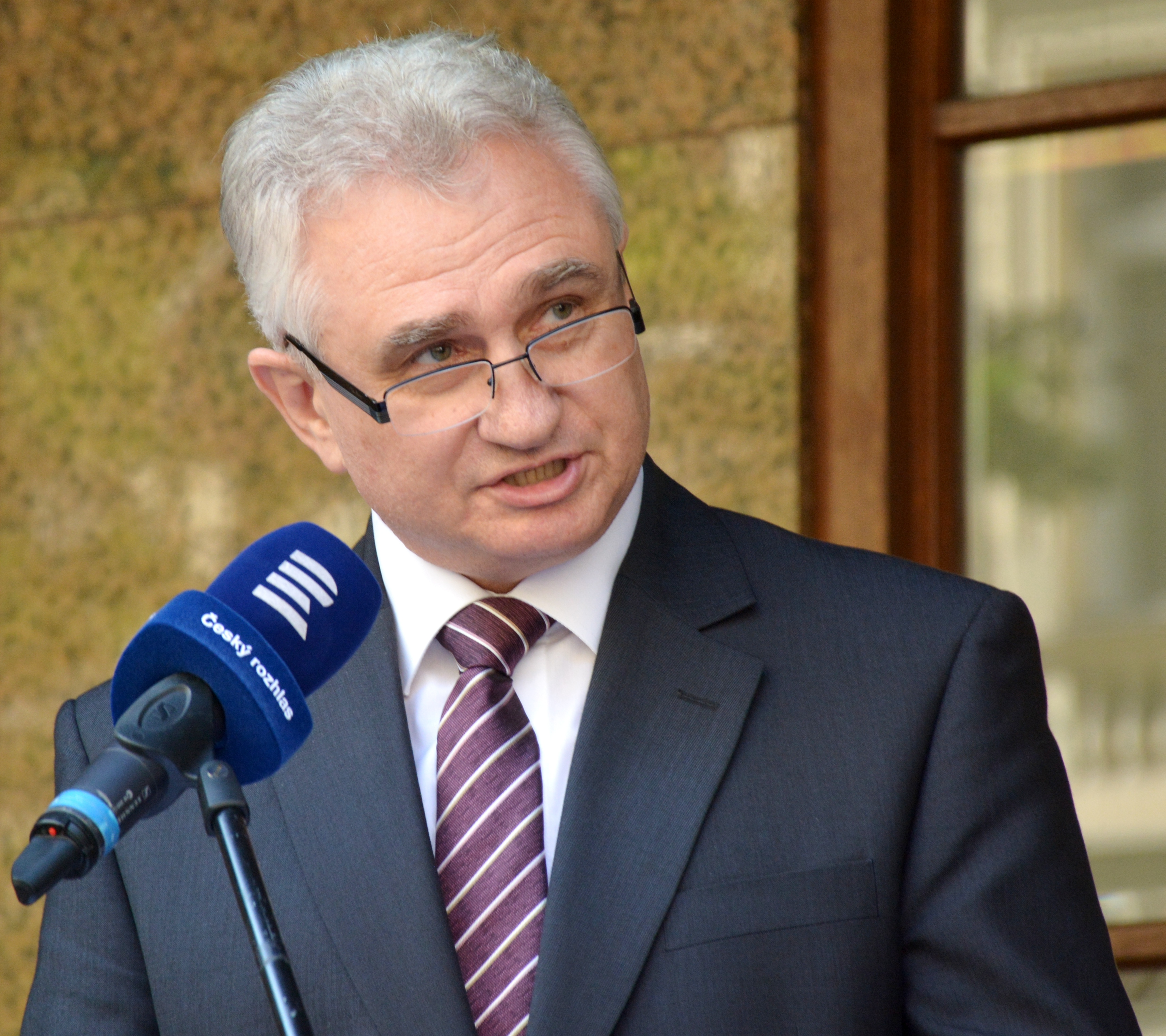
První zvolení Milana Štěcha předsedou Senátu je spojeno s tzv. oranžovou tsunami

V senátních volbách v roce 2016 obhajovalo svůj mandát 19 senátorů (volilo se celkem ve 27 obvodech), uspělo 10 senátorů. Volby v obvodu č. 4 – Most však později Nejvyšší správní soud ČR označil za neplatné a znovu se opakovaly v lednu 2017. Po říjnových volbách do Poslanecké sněmovny v roce 2017 se z důvodu zvolení senátora Jiřího Hlavatého uvolnil post senátora v obvodu č. 39 – Trutnov a Senátorský klub ANO tak přišel o jednoho svého člena. Na jeho místo byl v lednových doplňovacích volbách zvolen Jan Sobotka, který se připojil ke Klubu Starostové a nezávislí. V roce 2017 také senátor Václav Láska vystoupil ze Strany zelených a založil nové liberální hnutí Senátor 21, jehož cílem je podpora nezávislých osobností při volbách do Senátu. V doplňovacích volbách v květnu 2018 v obvodu č. 78 – Zlín byl za toto hnutí zvolen na uvolněné místo po Františku Čubovi do Senátu Tomáš Goláň. Po několika měsících od svého vzniku se tak mezi ostatní subjekty v Senátu se svými dvěma senátory zařadilo také toto nové hnutí.
Na jaře roku 2017 předseda Senátu Štěch otevřeně vystoupil proti prezidentovi Miloši Zemanovi, když mu pohrozil podáním ústavní žaloby Senátem v případě neodvolání ministra financí Babiše z Sobotkovy vlády po Babišově skandálu s korunovými dluhopisy. Prezident Zeman Babiše nakonec odvolal.

### Období 2018 až 2020

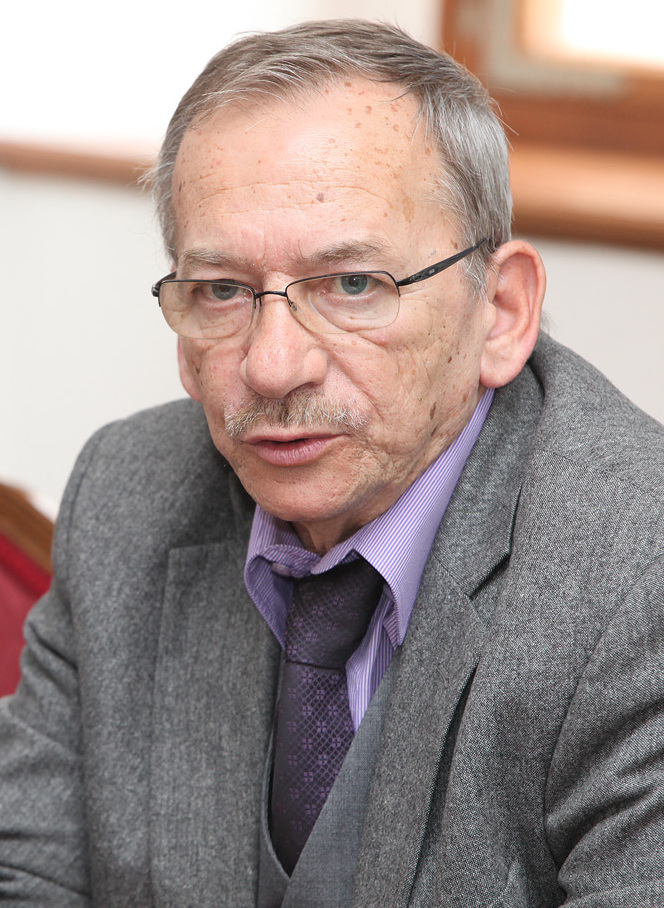
Jaroslav Kubera, předseda Senátu 2018–2020

Senátní volby v roce 2018 znamenaly obrovský úspěch pro ODS, která si oproti stavu před volbami polepšila o šest mandátů, uspěli také kandidáti Starostů a nezávislých a řady opozice se tak v Senátu výrazně rozšířily, čemuž pomohl i výrazných propad do té doby nejsilnější ČSSD (ztráta 12 mandátů). Naopak určité zklamání znamenaly volby pro KDU-ČSL, která si od nich slibovala vítězství. Senátorský klub ODS se rozšířil také o Iva Valentu, který byl již v roce 2014 zvolen za Stranu soukromníků a do této doby působil jako nezávislý. I přesto se nejsilnějším klubem v Senátu stal Klub Starostů a nezávislých, který obohatili také například dva neúspěšní prezidentští kandidáti Jiří Drahoš a Marek Hilšer. Další prezidentský kandidát Pavel Fischer byl sice rovněž zvolen, ale v Senátu zůstává bez klubové příslušnosti a je předsedou Výboru pro zahraniční věci, obranu a bezpečnost. I přesto, že ODS neměla nejsilnější klub, podařilo se jí do čela Senátu prosadit jejího kandidáta Jaroslava Kuberu, který vystřídal po osmi letech dosavadního předsedu Milana Štěcha z ČSSD. V prvním kole volby vypadl kandidát STAN Jan Horník, v druhém kole pak Kubera porazil kandidáta KDU-ČSL Václava Hampla.
V červenci roku 2019 se Senát rozhodl podat návrh na ústavní žalobu na prezidenta Zemana kvůli jeho některým dřívějším činům pohybujícím se na hraně Ústavy ČR. Žalobu však neschválila Poslanecká sněmovna.

### Období 2020 až 2022
Po náhlém úmrtí Jaroslava Kubery v lednu 2020 se dočasně vedení Senátu ujmul jeho 1. místopředseda Jiří Růžička z Klubu Starostové a nezávislí, který se zároveň rozhodl kandidovat jako zástupce nejsilnějšího klubu na funkci předsedy Senátu. Ještě před samotnou volbou posílila řady Senátorského klubu ODS do té doby nezávislá senátorka Jitka Chalánková, aby tak pomohla kandidátovi ODS Miloši Vystrčilovi ke zvolení. Vystrčil nakonec podle očekávání zvítězil nad Růžičkou již v prvním kole volby a stal se předsedou Senátu, jako klíčová se ukázala také podpora senátního klubu KDU-ČSL. V doplňovacích volbách na Teplicku v červnu 2020 byl zvolen jako nástupce Jaroslava Kubery kandidát ODS Hynek Hanza a Senátorský klub ODS i Klub Starostové a nezávislí tak shodně disponovaly 19 členy.

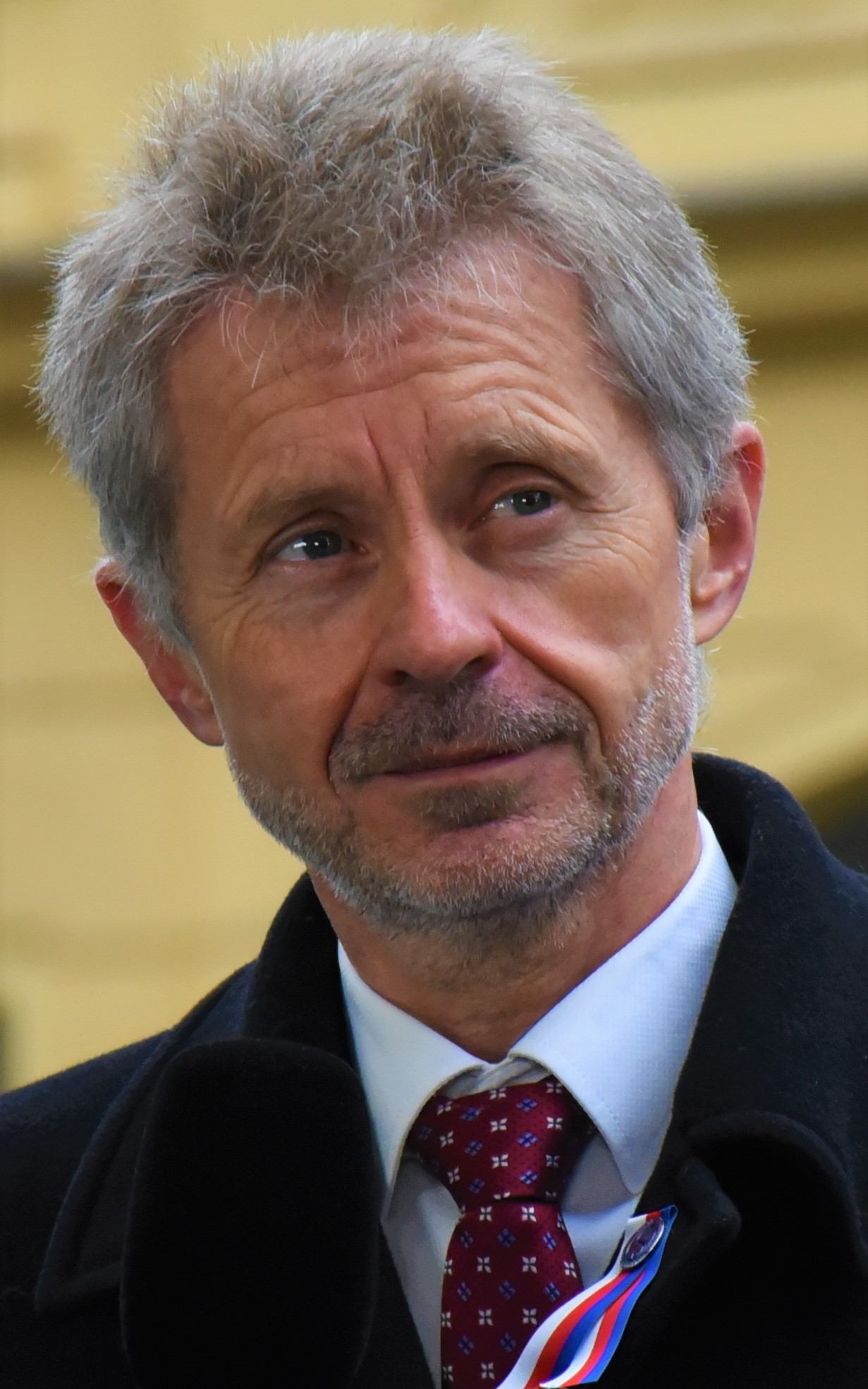
Miloš Vystrčil, předseda Senátu od roku 2020

Během roku 2019 se předseda Senátu Jaroslav Kubera z ODS rozhodl navštívit Tchaj-wan, de facto samostatný stát, který však Česká republika stejně jako naprostá většina dalších států neuznává. Za tento plán byl kritizován zejména prezidentem Zemanem a Čínskou lidovou republikou. Po Kuberově smrti vyvstala otázka, zda se nyní cesta uskuteční. Kuberův nástupce ve funkci, stranický kolega a osobní přítel Miloš Vystrčil si vzal čas na rozmyšlenou, nakonec však v červnu 2020 oznámil, že na Tchaj-wan pojede. V srpnu 2020 přednesl v českém Senátu během své návštěvy střední Evropy projev ministr zahraničních věcí USA Mike Pompeo. Během svého projevu zkritizoval Čínu a podpořil předsedu Senátu Miloše Vystrčila a jeho plánovanou cestu na Tchaj-wan. Cesta nakonec proběhla na přelomu srpna a září a krom Miloše Vystrčila se jí zúčastnil první místopředseda Senátu Jiří Růžička (TOP 09 a Starostové), předseda senátorského klubu KDU-ČSL Petr Šilar, předseda zahraničního výboru Senátu Pavel Fischer (nestr.), senátor Lumír Aschenbrenner (ODS), Tomáš Goláň (SEN 21) a další, pražský primátor Zdeněk Hřib (Piráti), zástupci akademické sféry a zástupci 36 českých firem, většinou z oblasti strojírenství, robotiky a moderních technologií. Miloš Vystrčil se na Tchaj-wanu setkal s ministrem zahraničí, premiérem, předsedou parlamentu i prezidentkou, jeho návštěva se stala jednou z nejsledovanějších událostí těch dní ve světě. Vystrčil se stal rovněž prvním vysokým zahraničním ústavním činitelem, který před Tchajwanským legislativním dvorem (obdoba parlamentu) přednesl projev. Cesta se setkala s výraznou kritikou ze strany Číny a prezidenta Miloše Zemana.
V říjnu 2020 proběhly pravidelné volby do třetiny Senátu, které přinesly zejména posílení zastoupení STAN v horní komoře (+ 7 křesel). Posílilo také zastoupení ODS (+3 křesla) a TOP 09 (+2 křesla). Zásadní posílení klubu STAN otevřelo otázku nad předsednictvím komory, nicméně většina senátorů za TOP 09 přešla z klubu STAN do rozšířeného klubu ODS a TOP 09, který se tak stal nejsilnější frakcí v Senátu a Miloš Vystrčil následně pozici předsedy Senátu obhájil. Ve volbách posílilo také zastoupení SEN 21 (+1 křeslo), Pirátů (+1 křeslo) a Svobodní získali své historicky první zastoupení v Českém parlamentu. Naopak propadla ČSSD (-10 křesel) a ztratily také KDU-ČSL (-2 křesla), Zelení (-2 křesla) a ANO (-1 křeslo). Zanikl tak senátorský klub ČSSD a zbývající senátoři za ČSSD vstoupili do klubu ANO, který se transformoval na PROREGION.
Během Vystrčilova předsednictví byla výrazně posílena senátní politika obhajoby lidských práv ve světě. Krom již zmiňované cesty senátní delegace na Tchaj-wan český Senát hostil v roce 2021 lídryni běloruské opozice Svjatlanu Cichanouskou, hongkongského aktivistu Simona Chenga nebo tchajwanskou vládní delegaci. V listopadu 2021 vystoupil předseda senátního zahraničního výboru Pavel Fischer na kongresu Ujgurů v Praze. V červnu roku 2021 Senát schválil usnesení, ve kterém označil čínskou politiku vůči Ujgurům za genocidu.
V listopadu 2021 Senát navštívila slovenská prezidentka Zuzana Čaputová.

## Pravomoci

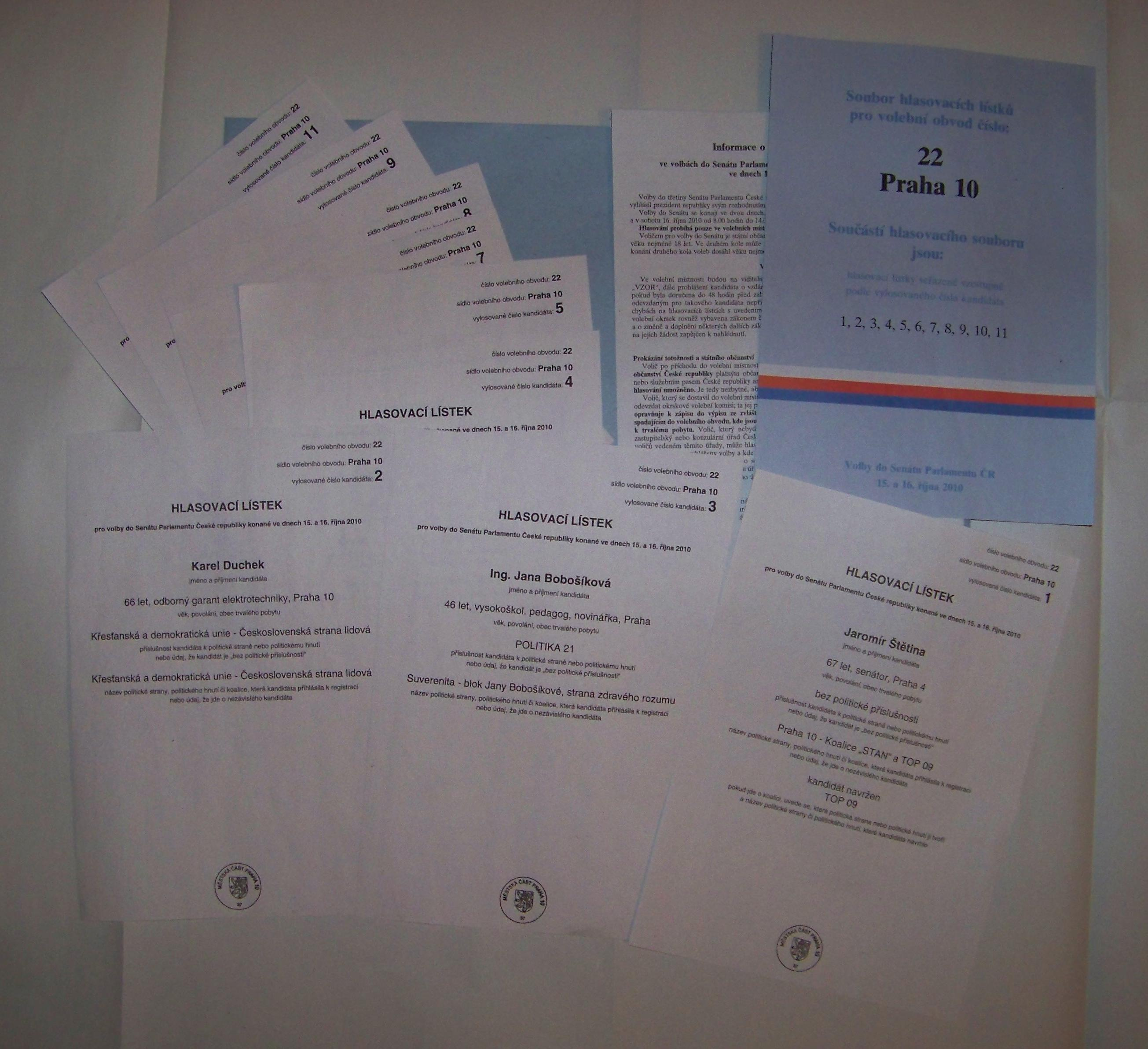
Hlasovací lístky pro senátní volby, rok 2010

Senát projednává návrhy zákonů, které mu postoupila Poslanecká sněmovna. Návrh zákona z Poslanecké sněmovny může:
- schválit – návrh zákona je postoupen prezidentovi ČR
- zamítnout – návrh je vrácen do Poslanecké sněmovny, ta může Senát přehlasovat nadpoloviční většinou všech poslanců; přehlasování Poslaneckou sněmovnou však není možné v případě ústavních zákonů, volebních zákonů, zákona o styku obou komor parlamentu, zákona o jednacím řádu Senátu a některých mezinárodních smluv
- vrátit s pozměňovacími návrhy zpět do Poslanecké sněmovny – ta o zákonu hlasuje ve znění navrženém Senátem, pokud není přijato prostou většinou, hlasuje znovu o návrhu v původním znění navrženém Poslaneckou sněmovnou a je případně schválen nadpoloviční většinou hlasů všech poslanců
- vyjádřit vůli se návrhem nezabývat – tímto usnesením je návrh zákona přijat
- nevyjádřit se – pokud se Senát do 30 dnů k návrhu zákona nevyjádří, je zákon přijat

Senát Parlamentu ČR má a opakovaně využívá právo zákonodárné iniciativy, tj. může poslanecké sněmovně podávat vlastní návrhy zákonů.
V případě rozpuštění Poslanecké sněmovny přijímá v naléhavých záležitostech na místo zákonů zákonná opatření, která může navrhovat jen vláda a která musí být schválena na první schůzi nově zvolené Poslanecké sněmovny, jinak dále pozbývají platnosti. Zákonná opatření nelze přijímat ve věcech Ústavy, státního rozpočtu, státního závěrečného účtu, volebního zákona a některých mezinárodních smluv.
Předseda Senátu Parlamentu České republiky vyhlašuje termín voleb prezidenta České republiky. Senát může podat k Ústavnímu soudu na prezidenta žalobu pro velezradu. Senát vyjadřuje souhlas se jmenováním soudců Ústavního soudu, které navrhuje prezident. Spolu s Poslaneckou sněmovnou vydává usnesení, že prezident nemůže vykonávat ze závažných důvodů svůj úřad. Na návrh Senátu jmenuje prezident předsedu a inspektory Úřadu na ochranu osobních údajů. Senát též Poslanecké sněmovně navrhuje dva kandidáty na Veřejného ochránce práv.

## Volby a obsazení

Mapa senátních obvodů

Volby se konají tajným hlasováním na základě všeobecného, rovného a přímého volebního práva podle dvoukolového většinového systému. Vyhlašuje je v zákonem stanovených lhůtách prezident České republiky. Volební obvody jsou jednomandátové a vymezené zákonem. Volby probíhají v 81 obvodech (každé 2 roky v jedné třetině obvodů), za každý obvod je zvolen kandidát, který v prvním kole volby získal alespoň 50 % hlasů, a pokud žádný z kandidátů nezískal alespoň 50 % hlasů, postupují 2 kandidáti s nejvyšším počtem získaných hlasů v prvním kole do kola druhého. Ve druhém kole se stane senátorem kandidát s vyšším počtem získaných hlasů. V případě uvolnění nebo neobsazení některého místa se konají pro příslušný obvod doplňovací volby. Kandidátovi musí být v druhý den voleb nejméně 40 let.
Volební účast se pohybuje v rozmezí od 15,38 % (druhé kolo v roce 2016) po 44,59 % (první kolo v roce 2010). Senátní volby se konají v sudých letech na podzim, první kolo každých druhých voleb (1998, 2002, 2006, 2010, 2014…) se koná společně s volbami do zastupitelstev obcí, první kolo ostatních voleb (2000, 2004, 2008, 2012, 2016…) se koná společně s volbami do zastupitelstev krajů.

### Složení Senátu

Obsazení jednotlivých obvodů, barvy odpovídají politické straně, za kterou byl senátor zvolen

Po volbách v roce 2024 má Senát Parlamentu ČR toto složení (podle navrhující strany):
| |                               |         |         |         |         |
| Strana | Strana                        | Mandáty | Mandáty | Mandáty | Mandáty |
| Strana | Strana                        | 2020    | 2022    | 2024    | Celkem  |
| | Občanská demokratická strana  | 5       | 8       | 5       | 18/81   |
| | Starostové a nezávislí        | 10      | 0       | 5       | 15/81   |
| | ANO 2011                      | 1       | 3       | 8       | 12/81   |
| | KDU-ČSL                       | 3       | 7       | 2       | 12/81   |
| | TOP 09                        | 2       | 3       | 2       | 7/81    |
| | SEN 21                        | 2       | 1       | 1       | 4/81    |
| | Starostové pro Liberecký kraj | 1       | 1       | 1       | 3/81    |
| | PŘÍSAHA občanské hnutí        | —       | —       | 1       | 1/81    |
| | SOCDEM                        | —       | —       | 1       | 1/81    |
| | Tábor 2020                    | —       | 1       | —       | 1/81    |
| | ProMOST                       | —       | 1       | —       | 1/81    |
| | NEZÁVISLÍ                     | —       | 1       | —       | 1/81    |
| | Česká pirátská strana         | 1       | —       | —       | 1/81    |
| | Svobodní                      | 1       | —       | —       | 1/81    |
| | Hradecký demokratický klub    | 1       | —       | —       | 1/81    |
| | nezávislí kandidáti           | —       | 1       | 1       | 2/81    |
| Celkem | Celkem                        | 27      | 27      | 27      | 81      |
| Zdroje: Senát, Volby.cz Volební obvody podle data volby: - 2018: 2, 5, 8, 11, 14, 17, 20, 23, 26, 29, 32, 35, 38, 41, 44, 47, 50, 53, 56, 59, 62, 65, 68, 71, 74, 77, 80 - 2020: 3, 6, 9, 12, 15, 18, 21, 24, 27, 30, 33, 36, 39, 42, 45, 48, 51, 54, 57, 60, 63, 66, 69, 72, 75, 78, 81 - 2022: 1, 4, 7, 10, 13, 16, 19, 22, 25, 28, 31, 34, 37, 40, 43, 46, 49, 52, 55, 58, 61, 64, 67, 70, 73, 76, 79 |                               |         |         |         |         |

#### Senátorské kluby
| Navrhující strana                                                        | Mandáty |
| ------------------------------------------------------------------------ | ------- |
| Senátorský klub ODS a TOP 09 (30 členů) Předseda: Zdeněk Nytra           |         |
|                                                                          |         |
| ODS                                                                      | 19      |
| TOP 09                                                                   | 7       |
| nezávislí                                                                | 1       |
| ProMOST                                                                  | 1       |
| Svobodní                                                                 | 1       |
| T2020                                                                    | 1       |
| Senátorský klub Starostové a nezávislí (18 členů) Předseda: Jan Sobotka  |         |
|                                                                          |         |
| STAN                                                                     | 14      |
| SLK                                                                      | 3       |
| Senátorský klub ANO 2011 (14 členů) Předseda: Jana Mráčková Vildumetzová |         |
|                                                                          |         |
| ANO                                                                      | 12      |
| Přísaha                                                                  | 1       |
| SOCDEM                                                                   | 1       |
| Senátorský klub KDU-ČSL a nezávislí (12 členů) Předseda: Josef Klement   |         |
|                                                                          |         |
| KDU-ČSL                                                                  | 12      |
| Senátorský klub SEN 21 a Piráti (5 členů) Předseda: Václav Láska         |         |
|                                                                          |         |
| SEN 21                                                                   | 3       |
| Piráti                                                                   | 1       |
| HDK                                                                      | 1       |
| Senátoři nezařazení do klubu (celkem 2 senátorky)                        |         |
|                                                                          |         |
| nezávislí                                                                | 2       |
| NEZ                                                                      | 1       |

#### Mandáty senátorů
Mandáty senátorů pro 14. funkční období 2022–2024 vzešly z řádných voleb jedné třetiny Senátu v roce 2018, 2020 a 2022; dále z doplňovacích voleb v červnu 2020.

## Funkcionáři

### Předseda
Předseda Senátu zastupuje Senát navenek. Mezi jeho pravomoci patří svolávání, zahajování, přerušování a ukončování schůze Senátu; podepisování usnesení Senátu. V případě rozpuštění Poslanecké sněmovny podepisuje zákonná opatření Senátu. V případě neobsazené funkce prezidenta a současného rozpuštění Poslanecké sněmovny vykonává část pravomocí prezidenta svěřenou předsedovi Poslanecké sněmovny. Je volen Senátem vždy po nových volbách do třetiny Senátu. Disponuje jedním ze sedmi klíčů od dveří do Korunní komory v kapli sv. Václava v katedrále sv. Víta, kde jsou uloženy české korunovační klenoty.
Předsedou Senátu byl ve 14. funkčním období Miloš Vystrčil z ODS.

### Místopředsedové
Místopředsedové Senátu zastupují předsedu Senátu v pořadí jím určeném a střídají se v řízení schůze Senátu. Jeden z nich je označován jako „1. místopředseda“, ačkoli Ústava ani zákon č. 107/1999 Sb., o jednacím řádu Senátu, takovou funkci výslovně (na rozdíl např. od Federálního shromáždění) neznají.

### 2024–2026: Vedení ve 15. funkčním období
| Úřad                   | Člen vedení       | Člen vedení       | Navrhující strana | Navrhující strana | Klub           | Obvod   | Období ve funkci | Období ve funkci |
| Úřad                   | Člen vedení       | Člen vedení       | Navrhující strana | Navrhující strana | Klub           | Obvod   | nástup           | odchod           |
| ---------------------- | ----------------- | ----------------- | ----------------- | ----------------- | -------------- | ------- | ---------------- | ---------------- |
| Předseda               | Miloš Vystrčil    | Miloš Vystrčil    |                   | ODS               | ODS a TOP 09   | Jihlava | 30. října 2024   | úřadující        |
| 1. místopředseda       | Jiří Drahoš       | Jiří Drahoš       |                   | STAN              | STAN a nez.    | Praha 4 | 30. října 2024   | úřadující        |
| Místopředseda          | Jiří Oberfalzer   | Jiří Oberfalzer   |                   | ODS               | ODS a TOP 09   | Beroun  | 30. října 2024   | úřadující        |
| Místopředsedkyně       | Jitka Seitlová    | Jitka Seitlová    |                   | KDU-ČSL           | KDU-ČSL a nez. | Přerov  | 30. října 2024   | úřadující        |
| Místopředseda          | Ladislav Václavec | Ladislav Václavec |                   | ANO               | ANO 2011       | Bruntál | 30. října 2024   | úřadující        |
| Členové vedení Senátu. |                   |                   |                   |                   |                |         |                  |                  |

## Nejdéle působící senátoři
| Senátor           | Volební obvod                  | Subjekt | Subjekt       | Vznik mandátu      | Zánik mandátu      | Délka mandátu                                                   |
| ----------------- | ------------------------------ | ------- | ------------- | ------------------ | ------------------ | --------------------------------------------------------------- |
| Milan Štěch       | obvod č. 15 – Pelhřimov        |         | ČSSD          | 23. listopadu 1996 | 18. října 2020     | 23 let, 10 měsíců a 25 dnů                                      |
| Jitka Seitlová    | obvod č. 63 – Přerov           |         | ODA           | 23. listopadu 1996 | 14. února 2007     | 10 let, 2 měsíce a 22 dnů                                       |
| Jitka Seitlová    | obvod č. 63 – Přerov           |         | KDU-ČSL       | 18. října 2014     | úřadující          | 10 let, 9 měsíců a 19 dnů (21 let a 8 dnů, celkem)              |
| Tomáš Jirsa       | obvod č. 10 – Český Krumlov    |         | ODS           | 13. listopadu 2004 | úřadující          | 20 let, 8 měsíců a 24 dnů                                       |
| Jiří Oberfalzer   | obvod č. 16 – Beroun           |         | ODS           | 13. listopadu 2004 | úřadující          | 20 let, 8 měsíců a 24 dnů                                       |
| Pavel Eybert      | obvod č. 13 – Tábor            |         | ODS           | 23. listopadu 1996 | 23. října 2016     | 19 let a 11 měsíců                                              |
| Přemysl Sobotka   | obvod č. 34 – Liberec          |         | ODS           | 23. listopadu 1996 | 23. října 2016     | 19 let a 11 měsíců                                              |
| Jaroslav Kubera   | obvod č. 32 – Teplice          |         | ODS           | 19. listopadu 2000 | 20. ledna 2020     | 19 let, 2 měsíce a 1 den                                        |
| Jaroslav Doubrava | obvod č. 31 – Ústí nad Labem   |         | KSČM          | 21. listopadu 1998 | 21. listopadu 2004 | 6 let                                                           |
| Jaroslav Doubrava | obvod č. 31 – Ústí nad Labem   |         | Severočeši.cz | 23. října 2010     | 15. října 2022     | 11 let, 11 měsíců a 22 dnů (17 let, 11 měsíců a 22 dnů, celkem) |
| Ivo Bárek         | obvod č. 57 – Vyškov           |         | ČSSD          | 2. listopadu 2002  | 18. října 2020     | 17 let, 11 měsíců a 16 dnů                                      |
| Jiří Čunek        | obvod č. 77 – Vsetín           |         | KDU-ČSL       | 28. října 2006     | úřadující          | 18 let, 9 měsíců a 9 dnů                                        |
| Petr Vícha        | obvod č. 74 – Karviná          |         | SOCDEM        | 28. října 2006     | úřadující          | 18 let, 9 měsíců a 9 dnů                                        |
| Jan Horník        | obvod č. 1 – Karlovy Vary      |         | STAN          | 13. listopadu 2004 | 15. října 2022     | 17 let, 11 měsíců a 2 dny                                       |
| Daniela Filipiová | obvod č. 26 – Praha 2          |         | ODS           | 19. listopadu 2000 | 20. října 2018     | 17 let, 11 měsíců a 1 den                                       |
| Daniela Filipiová | obvod č. 23 – Praha 8          |         | ODS           | 19. listopadu 2000 | 20. října 2018     | 17 let, 11 měsíců a 1 den                                       |
| Alena Palečková   | obvod č. 23 – Praha 8          |         | ODS           | 23. listopadu 1996 | 28. října 2012     | 15 let, 11 měsíců a 5 dnů                                       |
| Petr Pithart      | obvod č. 44 – Chrudim          |         | KDU-ČSL       | 23. listopadu 1996 | 28. října 2012     | 15 let, 11 měsíců a 5 dnů                                       |
| Jiří Pospíšil     | obvod č. 14 – České Budějovice |         | ODS           | 23. listopadu 1996 | 28. října 2012     | 15 let, 11 měsíců a 5 dnů                                       |
| Václav Jehlička   | obvod č. 52 – Jihlava          |         | KDU-ČSL       | 23. listopadu 1996 | 13. listopadu 2010 | 13 let, 11 měsíců a 21 dnů                                      |
| Jiří Liška        | obvod č. 37 – Jičín            |         | ODS           | 23. listopadu 1996 | 13. listopadu 2010 | 13 let, 11 měsíců a 21 dnů                                      |

## Sídlo Senátu

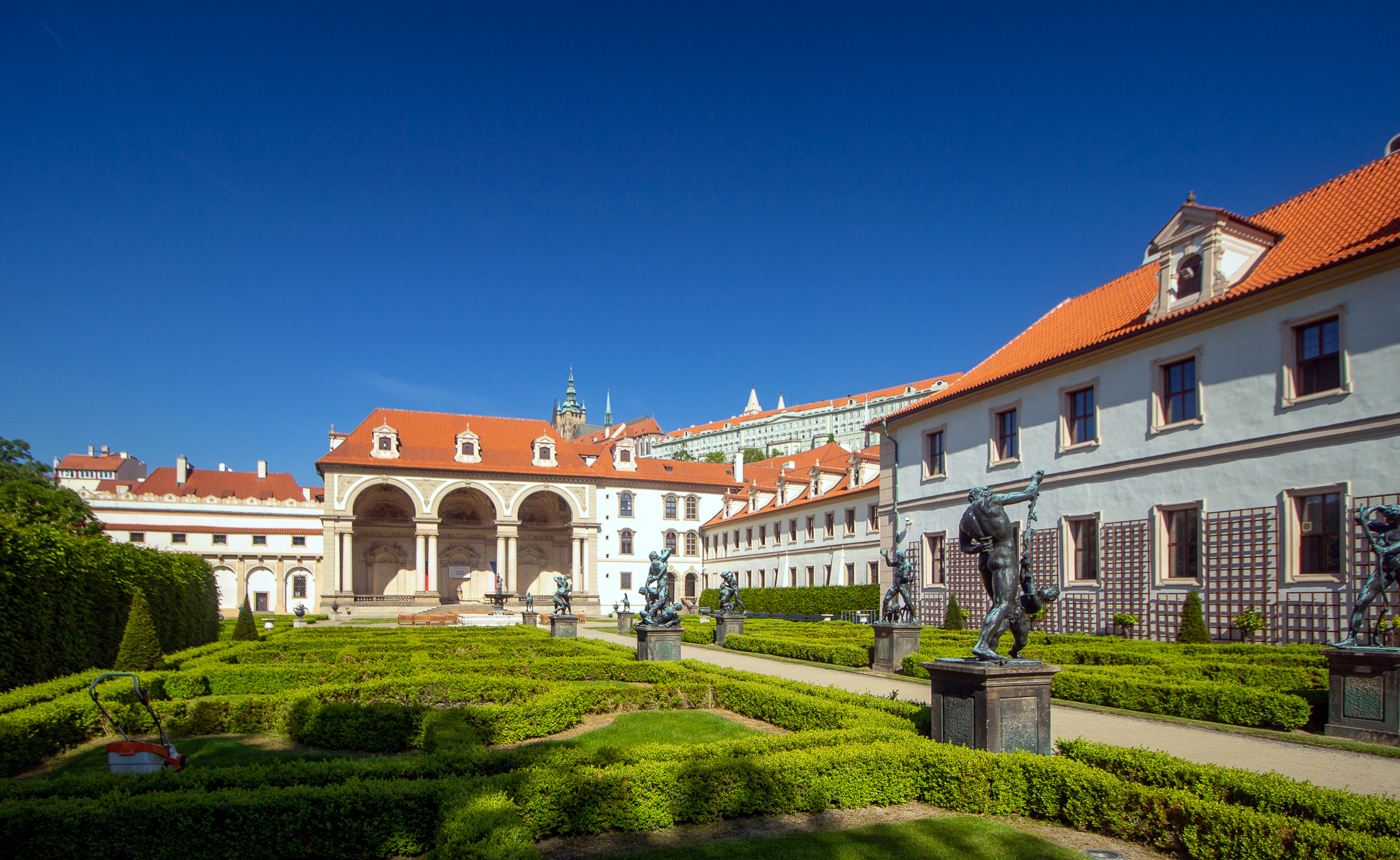
Sídlem Senátu je Valdštejnský palác s přilehlou zahradou

- Sídlem Senátu je dle zákona č. 59/1996 Sb. areál Valdštejnského paláce spolu s Valdštejnskou zahradou, Valdštejnskou jízdárnou a dále Kolovratský palác a Malý Fürstenberský palác.
- Jednací sál Senátu se nachází v místech bývalých Valdštejnových koníren. Další historické prostory slouží senátorům pro jednání.
- Historické prostory Valdštejnského paláce jsou zdarma přístupné veřejnosti od dubna do října, a to každou sobotu od 9–16 h. V zimních měsících, od listopadu do března, 1. sobotu v měsíci v čase od 9–16 h. Vstup do objektu je z 1. nádvoří Valdštejnského paláce, které je přístupné z Valdštejnského náměstí.
- Valdštejnská zahrada je otevřena od dubna do října od 7–19 h, o víkendech a svátcích od 9–19 h. V sala terreně probíhají v letní sezóně koncerty pro veřejnost, divadelní představení a jiné kulturní akce.
- V sídle Senátu se také konají dny otevřených dveří, a to 8. 5. a 28. 10. Kromě interiérů Valdštejnského paláce mohou návštěvníci nahlédnout i do míst, která jsou v rámci běžných prohlídek nepřístupná.

## Rozpočet Senátu
Celkový rozpočet Senátu na rok 2023 byl schválen na 661,4 milionů Kč. V roce 2022 to bylo o 25 milionů méně.

## Kontroverze
Ve veřejných prohlášeních antisystémových stran je poukazováno na to, že Senát je zbytečný a stojí moc peněz. Senát přispívá k politické stabilitě. Pokud by v roce 2023 byl celý rozpočet Senátu (661 mil. Kč) věnován důchodcům (2,36 mil. v roce 2022), dostal by každý důchodce měsíčně 23 Kč navíc (661 000 000 : 2 360 000 : 12 = 23,34).